# Angelo Mutti Spinetta
Ángelo Mutti Spinetta (Buenos Aires, 23 de noviembre de 2000) es un actor de cine y teatro argentino.
Es hijo del actor Nahuel Mutti y de la artista plástica, actriz y DJ Catarina Spinetta. Por parte de su madre, es nieto del músico Luis Alberto Spinetta, y sobrino del músico Dante Spinetta, de la actriz Vera Spinetta y de Valentino Spinetta.
Tiene dos hermanos: Benicio Mutti Spinetta, también actor, y Justino Mutti Spinetta.

## Filmografía
| Cine | Cine                    | Cine           | Cine         | Cine |
| Año  | Título                  | Personaje      | Notas        |      |
| ---- | ----------------------- | -------------- | ------------ | ---- |
| 2014 | Anagramas               | Lucas          |              |      |
| 2016 | Primavera               | Leopoldo       |              |      |
| 2017 | Tierra de pájaros       | José           | Cortometraje |      |
| 2018 | Un viaje a la Luna      | Tomás          |              |      |
| 2018 | Mi mejor amigo          | Lorenzo        |              |      |
| 2019 | El bosque de los perros | Gastón (joven) |              |      |

## Televisión
| Televisión | Televisión   | Televisión   | Televisión                    | Televisión  |
| Año        | Título       | Personaje    | Notas                         | Canal       |
| ---------- | ------------ | ------------ | ----------------------------- | ----------- |
| 2018       | Generaciones | Thiago       | Especial de Fundación Huésped | El Trece    |
| 2023       | Barrabrava   | Enzo Urrutia |                               | Prime Video |

## Teatro
| Teatro | Teatro        | Teatro    | Teatro           | Teatro                  | Teatro           |
| Año    | Título        | Personaje | Notas            | Director                | Teatro           |
| ------ | ------------- | --------- | ---------------- | ----------------------- | ---------------- |
| 2014   | Odette        |           | Debut teatral    | Santiago Giralt         | Teatro Timbre 4  |
| 2016   | La Burbuja    |           | Elenco principal | Martín Amuy Walsh       | Teatro Piccolino |
| 2018   | El Principito |           | Elenco principal | Julio Panno Josse Muñoz | Teatro Apolo     |